# Fondation All Species
La Fondation All Species (stylisée sous le nom de ALL Species Foundation) était une organisation visant à cataloguer toutes les espèces sur Terre d'ici 2025 grâce à leur initiative d'inventaire des espèces. Le projet a été lancé en 2000 par Kevin Kelly, Stewart Brand et Ryan Phelan,. Parallèlement à d'autres efforts similaires, la All Species Foundation a été considérée comme une étape importante dans l'expansion, la modernisation et la numérisation du domaine de la taxonomie. La Fondation a commencé avec une importante subvention de la Fondation Schlinger mais a eu du mal à trouver un financement continu. Depuis 2007, le projet n'est plus actif et « délaisse sa mission de l'Encyclopédie de la Vie ».
La Fondation All Species a été critiquée pour son approche de la définition et de l'identification des espèces. Une lettre ouverte a exprimé son inquiétude concernant le problème des espèces, une question fondamentale dans la taxonomie de ce qui définit exactement une espèce. La lettre soutenait que le fait de ne pas reconnaître et prendre en compte ce problème fondamental pourrait compromettre l'utilisation de la base de données pour la conservation et la préservation de la biodiversité.